# Johan Reinhard

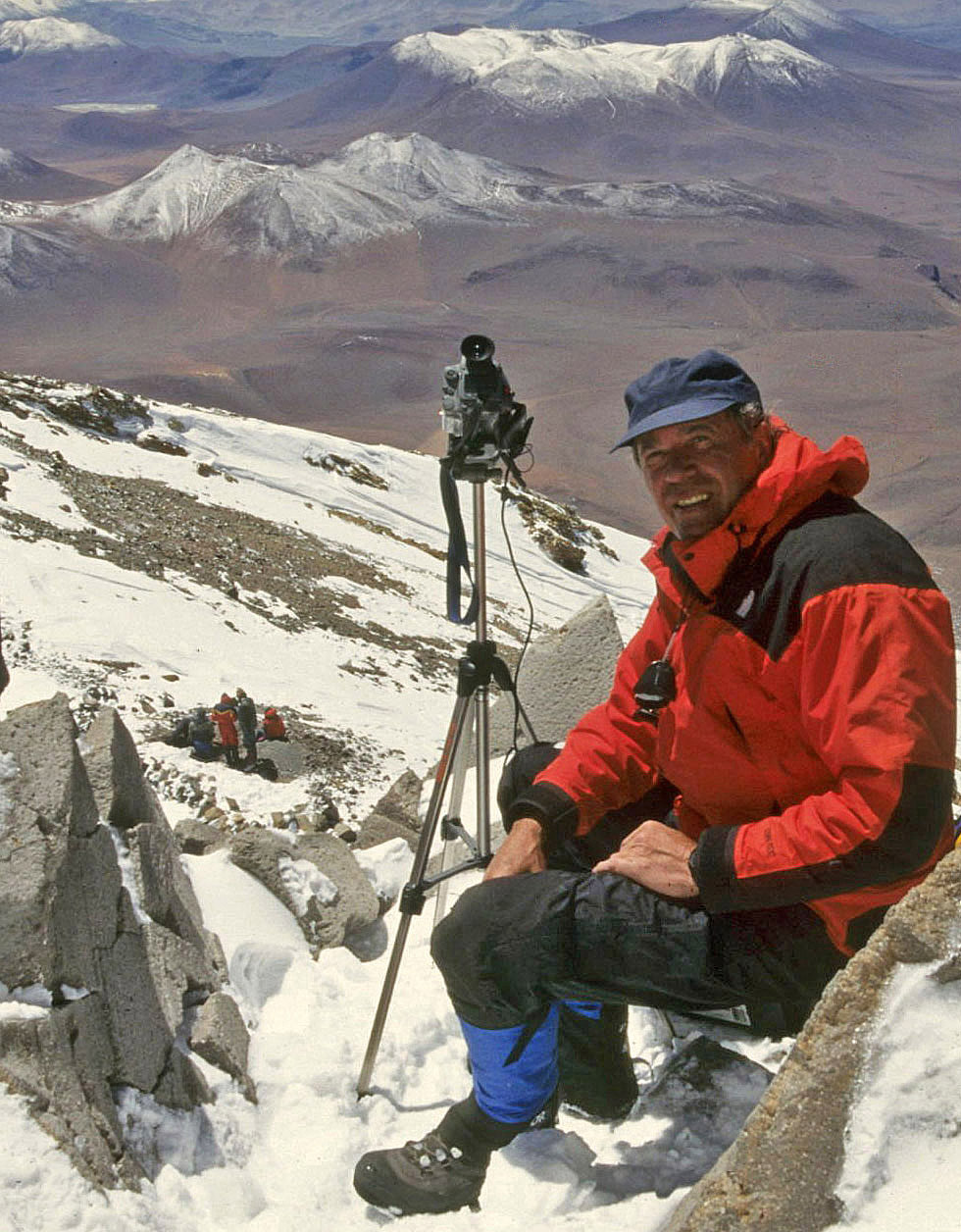
Johan Reinhard

Johan Reinhard (* 13. Dezember 1943 in Joliet, Illinois) ist ein US-amerikanischer Anthropologe. Bekannt wurde er durch die Entdeckung mehrerer Eismumien aus der Zeit der Inka in Südamerika.
Johan Reinhard studierte an der University of Arizona und der Universität Wien Anthropologie und Germanistik, Sprachstudien führten ihn an die Goethe-Institute in Bad Aibling und Bad Reichenhall sowie an das Summer Institute of Linguistics in Horsleys Green und Merstham. Im Januar 1974 promovierte er am Institut für Anthropologie in Wien mit einer Arbeit Deskriptive Analyse von Schamanismus und Hexerei bei den Purbia Raji Sudwest-Nepals. Heute arbeitet er für die National Geographic Society und ist Honorarprofessor an der Katholischen Universität in Arequipa. Reinhard wurde mit dem Puma de Oro, der höchsten archäologischen Auszeichnung Boliviens bedacht.
Für die Entdeckung und die archäologische Feldarbeit von Kinderopfern der Inka wie Juanita arbeitete er im Hochgebirge.
Nach inoffiziellen Angaben hat Reinhard zusammen mit Charles Brush im Jahr 1982 die höchsten Tauchgänge in einem der weltweit höchstgelegenen Seen, dem Kratersee des Licancabur auf 5916 m, durchführt.